# Кузнецов, Николай Андреевич (комбайнер)
Николай Андреевич Кузнецов (1 февраля 1929, Старый Кряжим, Средне-Волжская область — 2013, Старый Кряжим, Пензенская область) — передовик советского сельского хозяйства, комбайнёр совхоза имени Махалина Кузнецкого района Пензенской области, Герой Социалистического Труда (1976).

## Биография
Родился 1 февраля 1929 года в селе Старый Кряжим. Завершив обучение в начальной школы, начал работать с июня 1941 года в местном колхозе имени Мичурина Кузнецкого района Пензенской области. Всю Великую Отечественную войну проработал в сельском хозяйстве. С июля 1949 по ноябрь 1952 годы служил в Советской Армии.
Демобилизовавшись, вернулся в родные края, стал обучаться в школе механизации. С апреля 1953 года тракторист-комбайнёр Сюзюмской машинно-тракторной станции. Проработал до апреля 1958 года, когда перешёл работать механизатором в колхоз имени Мичурина Кузнецкого района. В феврале 1960 года стал работать комбайнёром совхоза имени Махалина Кузнецкого района Пензенской области. С 1976 года член КПСС.
В 1976 году показал высокие производственные результаты, намолотив 10351 центнер зерна, что на 168 процентов больше взятых обязательств. Урожай собрал на площади 573 гектара. Урожайность составила 18 центнеров с гектара в среднем.
Указом Президиума Верховного Совета СССР от 23 декабря 1976 года за выдающиеся успехи, достигнутые во Всесоюзном социалистическом соревновании, проявленную трудовую доблесть в выполнении планов и социалистических обязательств по увеличению производства и продажи зерна и других сельскохозяйственных продуктов в 1976 году Николаю Андреевичу Кузнецову присвоено звание Героя Социалистического Труда с вручением ордена Ленина и золотой медали «Серп и Молот».
Продолжал работать комбайнёром, являлся наставником для молодых механизаторов. Избирался депутатом Кузнецкого районного Совета депутатов. В конце 1980-х годов вышел на заслуженный отдых.
Проживал в селе Старый Кряжим Кузнецкого района Пензенской области. Умер 22 октября 2012 года .

## Награды
За трудовые успехи удостоен:
- золотая звезда «Серп и Молот» (23.12.1976)
- два ордена Ленина (07.12.1973, 23.12.1976)
- Орден Трудового Красного Знамени (08.04.1971)
- другие медали.